# Mattia Battistini
Mattia Battistini (Roma, Laci, 27 de febrer, 1856 – Contigliano, Laci, 8 de novembre, 1928) fou un baríton italià.
Va començar els seus estudis de cant de molt jove sota la direcció de Venceslao Persichini (també professor de Titta Ruffo i Giuseppe de Luca), debutant com Alfons XI a La favorita de Gaetano Donizetti al Teatre Argentina de Roma l'11 de desembre de 1878. El maig de 1879 va cantar a l'estrena mundial L'assedio di Cesarea de Giuseppe Persiani al Teatre Marrucino de Chieti i el desembre de 1880 Simar a l'estrena mundial de La regina del Nepal de Giovanni Bottesini dirigida per Carlo Pedrotti amb Francesco Navarrini al Teatre Regio de Torí on el març de 1881 va ser Enrico Ashton a Lucia di Lammermoor dirigida per Pedrotti amb Navarrini. Va començar així una brillant carrera que el va portar a cantar als principals teatres italians com a primer baríton en nombroses obres de repertori, entre les quals destaquen La forza del destino, Rigoletto, Il trovatore, Les Huguenots, I puritani, Lucia di Lammermoor.
L'any 1881 s'obren les portes dels teatres internacionals per a Battistini: primer a Sud-amèrica (Buenos Aires i Rio de Janeiro), a Espanya (Madrid i Barcelona) el 1882/83, a partir del 1883 a Londres on obté un gran reconeixement a La traviata i Il trovatore, i després a Viena, París i Budapest. El 1884 a Torí dirigit per Franco Faccio va ser Alfons XI a La favorita amb Giuseppina Pasqua i Sir Riccardo a I puritani. El 1885 al Teatre Costanzi de Roma dirigit per Edoardo Mascheroni va ser Don Carlos a Ernani, Enrico di Chevreuse a Maria di Rohan, Renato a Un ballo in maschera i Rigoletto.
El 7 de juliol del mateix any va ser afiliat com a Mestre Maçó a la Lògia Universo de Roma, pertanyent al Gran Orient d'Itàlia.
El 1888 va tornar a estar a Buenos Aires per a una sèrie de compromisos, però a causa d'una espècie de fòbia als viatges per mar no va tornar mai més a marxar a l'estranger.
El 1892 a Roma va interpretar Simon Boccanegra dirigit per Mascheroni amb Hariclea Darclée i Giovanni Battista De Negri i el rol de Gianni Rantzau a l'estrena mundial de I Rantzau de Pietro Mascagni dirigida per Rodolfo Ferrari amb Fernando de Lucia i Darclée al Teatre La Pergola de Florència i dirigida pel compositor a Roma. A partir de 1892 va ser convidat i estrella indiscutible de la producció d'òpera russa durant 23 temporades consecutives (fins al 1916); esdevingué, de fet, el cantant favorit del tsar i de l'aristocràcia russa, condició que li valgué el mític títol de "Rei dels barítons i baríton de reis". El 1902 va actuar a Sant Petersburg amb el Werther de Jules Massenet en el paper principal, escrit originalment per a tenor, adaptat especialment per a ell al registre de baríton pel compositor francès, tal era el prestigi del cantant italià. El 1893 al Teatro San Carlo de Nàpols va cantar a Crispino e la comare (òpera) amb Darclée i De Lucia.
El 1906 a la Royal Opera House de Covent Garden de Londres va ser protagonista a Ievgueni Oneguin dirigida per Cleofonte Campanini amb Emmy Destinn i Marcel Journet i el 1907 a Roma dirigida per Ferrari va ser Valentino a Faust amb Gemma Bellincioni i Atanaele a Thaïs amb Carmen Melis també a Nàpols.
El 1910 al Teatre Regio de Parma va ser Enrico di Chevreuse a Maria di Rohan dirigida per Vittorio Gui.
La seva carrera va durar fins als 70 anys (1927) gràcies a una tècnica considerada prodigiosa i una intel·ligència artística envejable. Hereu indiscutible de l'estil vocal "dolç" d'Antonio Tamburini, Battistini estava acostumat a atenuar els impulsos vocals derivats de Ronconi i molt evidents en Titta Ruffo en una elegància suau feta de proporcions xiuxiuejades. Encara avui, com a testimoni d'aquest gust, hi ha registres d'àries d'òpera i romanços de saló en què el timbre clar i lluminós de Battistini (quasi tenor per algunes oïdes) es recolza en vents amples i efectes de clarobscur propis d'un estil de cant elegant i amanerat que avui ha desaparegut.

## Repertori
| Rol                 | Títol                   | Autor            |
| ------------------- | ----------------------- | ---------------- |
| Sir Riccardo        | I puritani              | Bellini          |
| Eugenio Onegin      | Ievgueni Oneguin        | Txaikovski       |
| Conte Tomskij       | Píkovaia dama           | Txaikovski       |
| Enrico Ashton       | Lucia di Lammermoor     | Donizetti        |
| Enrico di Chavreuse | Maria di Rohan          | Donizetti        |
| Alfonso XI          | La favorita             | Donizetti        |
| Dottor Malatesta    | Don Pasquale            | Donizetti        |
| Ruslan              | Ruslan i Liudmila       | Mikhaïl Glinka   |
| Teodato             | I Goti                  | Gobatti          |
| Cambro              | Fosca                   | Gomes            |
| Gonzales            | Il Guarany              | Gomes            |
| Ibère               | Lo Schiavo              | Gomes            |
| Valentino           | Faust                   | Gounod           |
| Gianni Rantzau      | I Rantzau               | Mascagni         |
| Werther             | Werther                 | Massenet         |
| Atanaele            | Thaïs                   | Massenet         |
| Conte di Nevers     | Les Huguenots           | Meyerbeer        |
| Hoël                | Dinorah                 | Meyerbeer        |
| Nélusko             | L'Africana              | Meyerbeer        |
| Don Giovanni        | Don Giovanni            | Mozart           |
| Barone Scarpia      | Tosca                   | Puccini          |
| Fabrizio            | Crispino e la comare    | Ricci            |
| Figaro              | Il barbiere di Siviglia | Rossini          |
| Demone              | Demon                   | Anton Rubinstein |
| Enrico VIII         | Henri VIII              | Saint-Saëns      |
| Amleto              | Hamlet                  | Thomas           |
| Don Carlo           | Ernani                  | Verdi            |
| Rigoletto           | Rigoletto               | Verdi            |
| Conte di Luna       | Il trovatore            | Verdi            |
| Giorgio Gérmont     | La traviata             | Verdi            |
| Simon Boccanegra    | Simon Boccanegra        | Verdi            |
| Renato              | Un ballo in maschera    | Verdi            |
| Don Carlo di Vargas | La forza del destino    | Verdi            |
| Don Rodrigo di Posa | Don Carlo               | Verdi            |
| Amonasro            | Aida                    | Verdi            |